# Reserva Natural de Kahvena
A Reserva Natural de Kahvena é uma reserva natural localizada no condado de Viljandi, na Estónia.
A área da reserva natural é de 660 hectares.
A área protegida foi fundada em 2005 para proteger os valiosos tipos de habitats e espécies ameaçadas em Seruküla e Uia (na antiga freguesia de Kõpu) e em Kanaküla (na freguesia de Saarde).